# Enoch Blinzig
Enoch Blinzig (auch Blintzing oder Blenzing) (* um 1661; † um 1737) war ein deutscher Komponist und Kapellmeister.

## Leben
Über das Elternhaus und Ausbildung Blinzigs gibt es keine Angaben. Bereits vor 1708 stand Blinzig als Kapellmeister in Diensten des Markgrafen Friedrich VII. Magnus von Baden in Durlach. 1708 bewarb er sich in Berlin um eine Anstellung, nachdem er auf der Flucht vor den Folgen des spanischen Erbfolgekrieges Durlach verlassen hatte. Er bat deshalb im Juli 1708 den Herzog Moritz Wilhelm von Sachsen-Zeitz um eine Empfehlung an den preußischen König.
Vor 1715 wurde Blinzig erneut in Durlach unter Markgraf Karl III. Wilhelm bestallt. Am 1. September 1715 wurde dort der Chorknabe Johann Philipp Trost durch Blinzig in Blinzigs Haus geprüft. Obwohl er in einer Besoldungsliste des Jahres 1715 offiziell als Vizekapellmeister geführt wird, unterschrieb er selbst mit dem Titel Kapellmeister. Vermutlich wurde Blinzig 1717 entlassen. 1721 ist er in Hanau nachgewiesen.

## Werk
- Erwehle doch vor Gott Kantate für Tenor, Streicher und Orgel, 1698
- Acis und Galanthe (nach Acis, Paris 1686 von Jean-Baptiste Lully, Libretto von Jean Galbert de Campistron), Durlach 1716 (eventuell von Casimir Schweizelsperg), Durlach 1716
- Zenobia und Radamistro (Libretto nach Tiridate von Ippolito Bentivoglio, Venedig 1688), Durlach 1716
- Der Triumph der Liebe (Ballett), Durlach 1717